# Кулак ярости
«Кула́к я́рости» (англ. Fist of Fury, кит. трад. 精武門, упр. 精武门, палл. Цзин У мэнь, буквально: «Школа Цзинъу») — гонконгский фильм режиссёра Ло Вэя с Брюсом Ли в главной роли. Картина состоит в списке 100 лучших китайских фильмов по версии Hong Kong Film Awards и занимает в нём 16 место. Премьера в Гонконге состоялась 22 марта 1972 года.

## Сюжет
Конец 1930-х годов. В Шанхай, находящийся под контролем Императорской армии Японии, на похороны своего учителя, знаменитого мастера Хо Юаньцзя (основателя Ассоциации боевых искусств «Цзинъу») возвращается мастер боевых искусств Чэнь Чжэнь (Брюс Ли). По официальной версии, его учитель умер от пневмонии. Японцы присылают на похороны плакат с надписью «Больной человек Восточной Азии». Чэнь Чжэнь собирается защитить честь школы своего учителя и доказать превосходство кунг-фу над японскими боевыми искусствами. Он избивает разом всех учеников японской школы боевых искусств. Затем в парке он разбивает ногой расистский плакат «С собаками и китайцами вход запрещен», тем самым настраивает против себя полицию и вызывает гнев оккупационных властей.
Чэнь узнает, что на самом деле Хо Юаньцзя отравили по приказу японцев. Вынужденный скрываться, он убивает отравителей, а затем вступает в схватку и с самими японскими заказчиками отравления и после ряда тяжёлых схваток, убивает их всех, в том числе и их босса, Хироси Судзуки. Тем временем японцы нападают на школу Цзиньу и убивают большинство учеников.
Японский консул требует немедленно выдать Чэня. Чэнь согласен сдаться, при этом он берет слово с начальника китайской полиции, что школу «Цзинъу» никто не тронет. У ворот Чэня встречают японцы с палками и наемные убийцы европейской внешности с пистолетами. В финальном кадре Чэнь делает решительный прыжок в их сторону, его дальнейшая судьба неизвестна. В титрах звучит песня «…тогда моя рука становится кулаком ярости». (англ. «…then I change my hands in a fist of fury!»).

## В ролях
- Брюс Ли — Чэнь Чжэнь
- Нора Мяо — Юань Лиэр
- Мария И — ученица школы Цзинъу
- Джеймс Тянь — Фань Цзяци
- Тянь Фэн — Фань Цзюнься
- Пол Нгай — переводчик Ху
- Хуан Цзунсюнь — повар Тянь
- Хань Инцзе — Фэн
- Ло Вэй — инспектор
- Ли Куань — ученик школы Цзинъу
- Фун Нгай — учитель Йосида
- Тони Лю Юн — ученик школы Цзинъу
- Кам Сань — ученик школы Цзинъу
- Роберт Бейкер — Петров
- Рики Хасимото — Судзуки
- Дзюн Кацумура — телохранитель Судзуки
- Ли Инци — ученица школы Цзинъу
- Чэнь Фуцин — ученик школы Цзинъу

Одного из учеников японской школы боевых искусств сыграл в то время ещё малоизвестный Джеки Чан.

## Съёмочная группа
- Кинокомпания: Swank Motion Picture Co., Golden Harvest
- Продюсер: Ло Вэй, Рэймонд Чоу (исполнительный)
- Режиссёр: Ло Вэй
- Ассистенты режиссёра: Рики Чик
- Оператор: Чань Чхинкхёй
- Сценарий: Ло Вэй
- Постановщики боёв: Хань Инцзе
- Композитор: Джозеф Ку
- Монтаж: Питер Чён
- Грим: Чань Куокхун
- Художник: Цянь Синь
- Дизайнер по костюмам: Чю Синхэй

## Сиквелы и ремейки
Фильм имеет три сиквела:
- Новый кулак ярости (1976) — реж. Ло Вэй, в гл. роли Джеки Чан
- Кулак ярости 2 (1976) — реж. Джимми Шао, в гл. роли Брюс Лай
- Кулак ярости 3 (1979) — реж. Тоу Лоупо, в гл. роли Брюс Лай

Ремейк:
- Кулак легенды (1994) — реж. Гордон Чань, в гл. роли Джет Ли